# Joyce Aciro
Joyce Aciro (ur. ?) – ugandyjska lekkoatletka, kulomiotka.
Złota medalistka igrzysk afrykańskich (1978), brązowa – mistrzostw Afryki (1979). Wielokrotna mistrzyni Afryki Wschodniej i Centralnej.
Złota medalistka mistrzostw Ugandy.

## Rekordy życiowe
- Pchnięcie kulą – 14,47 (1978) rekord Ugandy[5]